# Opzoomeren

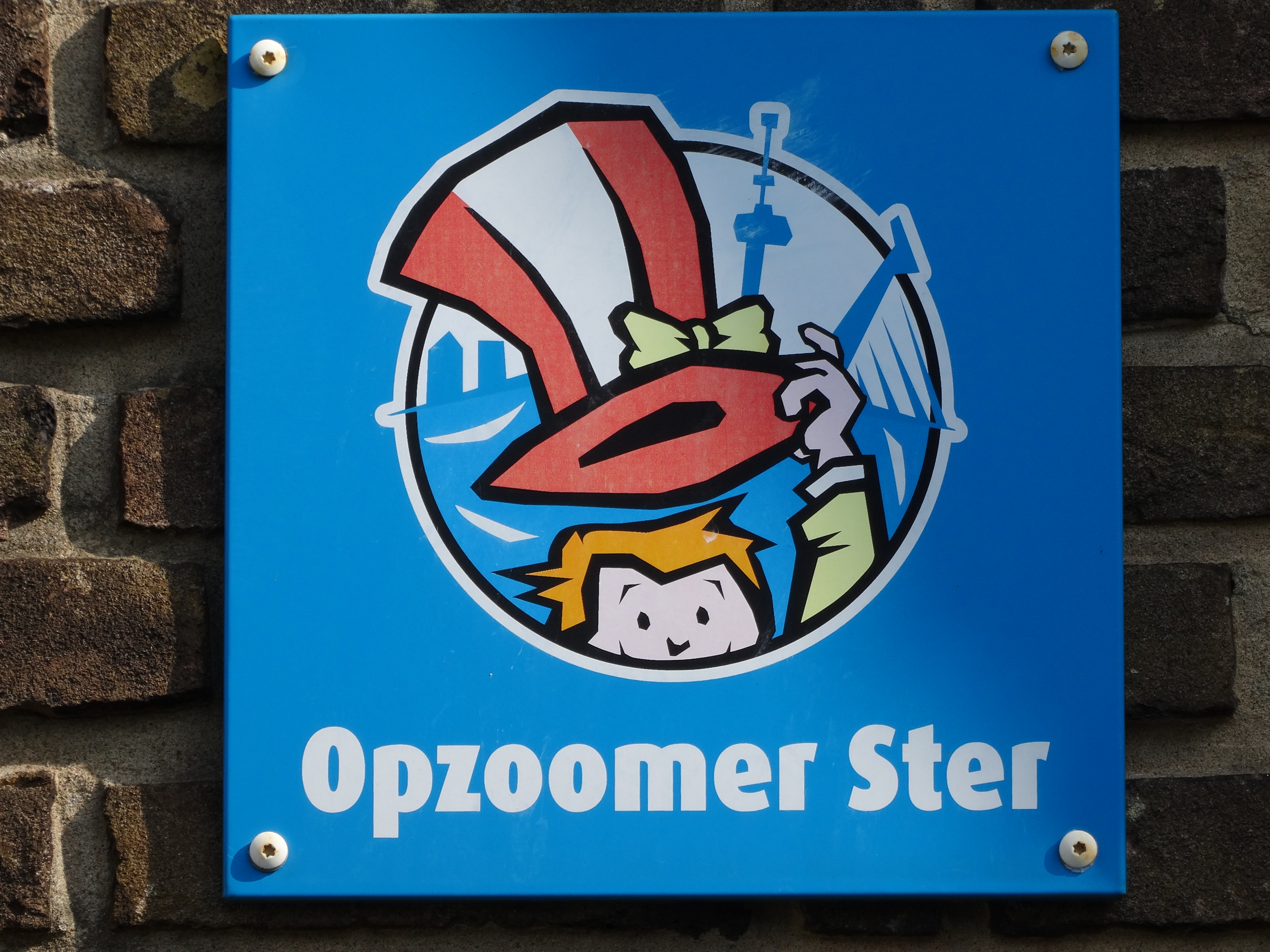
Opzoomer Ster in Nootdorpstraat in Bergpolder, Rotterdam.

Het begrip opzoomeren verwijst naar het zorgen voor een goed contact met de buren en samen zorgen voor een prettige straat om in te wonen, en is met name bekend in Rotterdam.

## Opzoomerstraat
Het begrip is ontstaan in de Opzoomerstraat in de Rotterdamse wijk het Nieuwe Westen in Delfshaven. Deze straat is vernoemd naar de 19e-eeuwse jurist en filosoof C.W. Opzoomer.
Eind jaren tachtig van de 20e eeuw verloederde de Opzoomerstraat en vormden drugspanden een bron van ergernis. De bewoners kozen in plaats van harde acties voor een positieve aanpak en gingen zelf aan de slag. Ze begonnen met het aanvegen van de straat, het aanbrengen van verlichting aan de gevels en het opfleuren van de straat. Met hulp van de politie verdwenen ook de drugspanden uit de straat.

## Sociale Vernieuwing
Het initiatief van de Opzoomerstraat bleef niet onopgemerkt. In 1990 ontving de straat voor haar inzet de landelijke Hein Roethofprijs voor projecten in strijd tegen de criminaliteit. De actie van de Opzoomerstraat was ook een goed voorbeeld van sociale vernieuwing, een verzamelnaam voor manieren om met elkaar de problemen in de grote stad aan te pakken.
Het toenmalige projectbureau Sociale Vernieuwing van de gemeente Rotterdam ging dan ook achter het opzoomeren staan, en stimuleerde andere straten om het voorbeeld van de Opzoomerstraat te volgen. Opzoomeren werd een rage en leidde tot een stedelijke Opzoomerdag op 28 mei 1994. Twintigduizend Rotterdammers waren deze dag in de weer een knapten met elkaar straten en pleinen op.
Er kwam ook een Stichting Opzoomer Mee Rotterdam, met als taak ervoor te zorgen dat het opzoomeren in de stad een levende traditie zou blijven.

## Cijfers
De bekendheid van en de waardering voor het opzoomeren in Rotterdam is groot: 76% kent het opzoomeren en 70% is er ronduit positief over. Slechts 4 procent is ronduit negatief. 15% van de Rotterdammers (zo’n 100.000 bewoners) zegt deel te nemen aan het opzoomeren . Eind 2020 telt de stad een recordaantal van 2.503 Opzoomerstraten.